# Realisme capitalista
Realisme capitalista. No hi ha alternativa? és el títol complet del llibre de 2009 del filòsof anglès Mark Fisher (1968-2017). Explora el concepte de «realisme capitalista» del mateix autor, que descriu com «la sensació generalitzada que no només el capitalisme és l'únic sistema polític i econòmic viable, sinó que ara és impossible ni tan sols imaginar-ne una alternativa coherent».
El llibre investiga el que Fisher considera com els efectes generalitzats de la ideologia neoliberal sobre la cultura popular, el treball, l'educació i la salut mental de la societat contemporània. Realisme capitalista va tenir un èxit inesperat i ha influït en diversos escriptors. El subtítol fa referència a l'eslògan promercat There is no alternative, de la primera ministra del Regne Unit Margaret Thatcher (1925-2013).

## Definició
Considerat àmpliament com la idea més influent de Mark Fisher, el realisme capitalista és un marc ideològic per estudiar el capitalisme i els seus efectes en la política, l'economia i la cultura general. El nom és un joc de paraules amb el terme «realisme socialista». Fisher va escriure extensament sobre el tema i va concedir entrevistes amb bloguers polítics i estudiosos de tema, que van ampliar la seva definició del concepte.

Segons Fisher, la cita «és més fàcil imaginar la fi del món que la fi del capitalisme», atribuïda tant a Fredric Jameson com a Slavoj Žižek, engloba l'essència del realisme capitalista. El realisme capitalista es defineix de manera vaga com la concepció predominant que el capitalisme és l'únic sistema econòmic viable i, per tant, no hi pot haver cap alternativa imaginable. Fisher compara el realisme capitalista amb una «atmosfera generalitzada» que afecta les àrees de producció cultural, l'activitat politicoeconòmica i el pensament general.
El realisme capitalista, tal com jo l'entenc, no es pot limitar a l'art ni a la manera quasi propagandística en què funciona la publicitat. S'assembla més a una atmosfera generalitzada, que condiciona no només la producció de cultura sinó també la regulació del treball i l'educació, i actua com una mena de barrera invisible que limita el pensament i l'acció.
El realisme capitalista propaga una idea del postpolític, en la qual la caiguda de la Unió Soviètica va consolidar el capitalisme com a únic sistema politicoeconòmic efectiu i va eliminar la qüestió de la dissolució del capitalisme de qualsevol consideració política. Això ha fet canviar l'arena de la discussió política d'una en què el capitalisme és un dels diversos mitjans potencials per operar en una economia, a una en què les consideracions polítiques actuen únicament dins dels límits del sistema capitalista. De la mateixa manera, en el marc del realisme capitalista, els moviments anticapitalistes prevalents han derivat de la promoció de sistemes alternatius cap a mitigar els pitjors efectes del capitalisme.
Els exponents del realisme capitalista no afirmen que el capitalisme sigui un sistema perfecte, sinó que és l'únic sistema que pot funcionar d'una manera compatible amb la naturalesa humana i la llei econòmica. En promoure la idea que el desig humà natural només és compatible amb el capitalisme, qualsevol altre sistema que no es basa en l'acumulació personal de riquesa i capital es veu com a contrari a la naturalesa humana i, per extensió, impossible d'implementar.

Fisher argumenta que els rescats bancaris després de la crisi financera global de 2008-2012 van ser l'exemple per excel·lència del realisme capitalista en acció, raonant que els rescats es van produir en gran part perquè la idea de permetre que el sistema bancari s'ensorrés era inimaginable tant per als polítics com per al conjunt de la població. A causa del valor intrínsec dels bancs per al sistema capitalista, Fisher proposa que la influència del realisme capitalista va fer que aquest fracàs mai no fos considerat una opció. Com a conseqüència, observa Fisher, el sistema neoliberal va sobreviure i el realisme capitalista es va autovalidar encara més. Fisher classifica l'estat actual del realisme capitalista en el sistema neoliberal en els termes següents:
Els únics agents poderosos que influeixen sobre la classe política i les direccions educatives són els interessos empresarials. S'ha tornat massa fàcil ignorar els treballadors i, en part per això, els treballadors se senten cada cop més indefensos i impotents. L'atac concertat als sindicats per part dels grups de pressió neoliberals, juntament amb el canvi d'una organització de l'economia fordista a una de postfordista –l'avançament cap a la precarització, la producció ajustada, la globalització– ha erosionat la base de poder dels sindicats [i per tant la força de treball].
Fisher considera que el realisme capitalista sorgeix d'una empenta decidida de la dreta neoliberal per transformar les actituds tant de la població com de l'esquerra política envers el capitalisme i, concretament, la forma postfordista de capitalisme que va predominar durant la dècada del 1980. La relativa incapacitat de l'esquerra política per plantejar un model econòmic alternatiu en resposta a l'auge del capitalisme neoliberal i l'era concurrent de thatcherisme va crear un buit que va facilitar el naixement d'un sistema realista capitalista. La dissolució de la Unió Soviètica va consolidar encara més el lloc del realisme capitalista tant en política com en l'opinió pública, i va ser aclamada com la victòria final i decisiva del capitalisme. Segons Fisher, en una època postsoviètica, el capitalisme sense control va ser capaç de replantejar la història en una narrativa capitalista en què el neoliberalisme era el resultat d'una progressió natural de la història i fins i tot va representar la culminació del desenvolupament humà.
Malgrat que l'aparició del realisme capitalista està lligada al naixement del neoliberalisme, Fisher té clar que el realisme capitalista i el neoliberalisme són ens separats que simplement es reforcen mútuament. Segons Fisher, el realisme capitalista té el potencial de viure més enllà de la desaparició del capitalisme neoliberal, tot i que Fisher planteja que el contrari no seria viable. El realisme capitalista és inherentment antiutòpic, ja que sosté que, independentment dels defectes o les externalitats, el capitalisme és l'únic mitjà d'actuació possible. Per contra, el neoliberalisme glorifica el capitalisme presentant-lo com a faedor dels mitjans necessaris per perseguir i aconseguir unes condicions socioeconòmiques gairebé utòpiques. D'aquesta manera, el realisme capitalista pacifica l'oposició a les projeccions excessivament positives del neoliberalisme, mentre que el neoliberalisme contraresta la desesperació i la desil·lusió centrals del realisme capitalista amb les seves reivindicacions utòpiques.

## Efectes
Segons Fisher, el realisme capitalista ha captat tant el pensament públic que la idea d'anticapitalisme ja no actua com a antítesi del capitalisme. En canvi, l'anticapitalisme es desplega com a mitjà per reforçar el capitalisme. Això es fa a través dels mitjans de comunicació de masses que pretenen proporcionar un instrument segur per entretenir les idees anticapitalistes sense desafiar realment el sistema. La manca d'alternatives coherents, tal com es presenta a través del punt de vista del realisme capitalista, fa que molts moviments anticapitalistes deixin d'orientar-se a la fi del capitalisme, i ho facin a mitigar els seus pitjors efectes, sovint mitjançant activitats individuals basades en el consum com Product Red.
Pel que fa a les opinions públiques sobre el capitalisme, Fisher va encunyar el terme «impotència reflexiva» que descriu el fenomen en què les persones reconeixen la naturalesa defectuosa del capitalisme, però creuen que no existeixen mecanismes per efectuar el canvi. Segons Fisher, aquesta inacció condueix a una profecia autocomplerta, així com a un impacte negatiu de llur salut mental.
Fisher identifica el desig popular generalitzat d'una esfera pública que operi fora de l'estat i lliure dels add-ons of capital no desitjats. Això no obstant, afirma que només l'Estat ha estat capaç de mantenir els béns públics contra l'empresa capitalista en pro la privatització generalitzada. L'opinió pública neoliberal dona suport a la destrucció de les esferes públiques en favor de la privatització d'institucions públiques com l'educació i la sanitat a partir del supòsit que el mercat atén millor les necessitats. En aquest sentit, Fisher també planteja la idea d'«ontologia empresarial», que és la ideologia capitalista en què les finalitats i els objectius s'entenen exclusivament en termes lucratius. A més, postula que en el cas de condicions socials uniformement orientades a l'empresa no hi ha lloc per a la ciutadania i la seva única possibilitat de supervivència és mitjançant l'extinció del dogma empresarial sobre dels serveis públics, i afegeix que «si les empreses no es poden gestionar com empreses, per què ho haurien de fer els serveis públics?». Així, un tema freqüent de l'escriptura de Fisher és el futur de l'esfera pública davant l'ontologia empresarial neoliberal i com seria en absència d'una indústria estatal centralitzada.

## Realisme
L'aspecte «realista» del realisme capitalista i la seva inspiració, el realisme socialista, es basen en la distinció de Jacques Lacan entre «el real» i les «realitats», com en el realisme capitalista, que és la comprensió ideològica del món que rebutja els fets que es troben fora de la pròpia interpretació. Fisher planteja que una apel·lació al real que és suprimida pel realisme capitalista pot començar a desconstruir la omnipresència de la ideologia. Fisher assenyala àmbits com el canvi climàtic, la salut mental i la burocràcia que destaquen per mostrar les debilitats i les insuficiències del realisme capitalista.
Arran del treball de Fisher, altres teòrics crítics del món acadèmic i de la blogosfera política han emprat el realisme capitalista com a marc teòric.